# Tomohiro Kamiyama
Tomohiro Kamiyama (神山智洋 Kamiyama Tomohiro?,  Prefectura de Hyōgo, Japón, 1 de julio de 1993) es un cantante, actor y bailarín japonés.

## Dramas
- Switched (Netflix, 2018) (Netflix, 2018)
- Hono no Tenkosei: Reborn (Netflix, 2017)
- Daibinbo (Fuji TV, 2017)
- Nobunaga Moyu (TV Tokyo, 2016)
- Again! (TBS, 2014)
- SHARK ~2nd Season~ (NTV, 2014)
- SHARK (NTV, 2014)
- Tsubasa yo! Are ga Koi no Hi da (KTV, 2012)
- Dare mo Shiranai J Gakuen Parallel Sketch (KTV, 2010)
- DRAMADA-J Itsuka no Yuujoubu, Natsu (KTV, 2009)
- Samurai Tenkosei (KTV, 2009)
- DRAMATIC-J Bokura no Miracle Summer (KTV, 2008)
- DRAMATIC-J Riverside Iriguchi (KTV, 2008)

## Películas
- Ninjani Sanjo! Mirai e no Tatakai (2014)
- Ryou Fest~ Saigo no Nanafushigi~ (2011)

- Datos: Q10854999